# Guisad II
Guisad II – hiszpański duchowny, biskup Urgell od 942 roku do 978 roku. W trakcie swojego biskupstwa wybudował w diecezji wiele kościołów i klasztorów.